# Manuel Busto Fernández
Manuel Busto Fernández (Villaviciosa, 31 de julio de 1975) es un deportista español que compitió en piragüismo en la modalidad de maratón.

## Palmarés internacional
Ganó quince medallas en el Campeonato Mundial de Piragüismo en Maratón entre los años 2000 y 2010, y ocho medallas en el Campeonato Europeo de Piragüismo en Maratón entre los años 2001 y 2011.
| Campeonato Mundial | Campeonato Mundial                | Campeonato Mundial | Campeonato Mundial |
| Año                | Lugar                             | Medalla            | Competición        |
| ------------------ | --------------------------------- | ------------------ | ------------------ |
| 2000               | Dartmouth (Canadá)                | Medalla de oro     | K1                 |
| 2001               | Stockton-on-Tees (Reino Unido)    | Medalla de oro     | K1                 |
| 2002               | Zamora (España)                   | Medalla de oro     | K1                 |
| 2002               | Zamora (España)                   | Medalla de bronce  | K2                 |
| 2003               | Valladolid (España)               | Medalla de plata   | K2                 |
| 2004               | Bergen (Noruega)                  | Medalla de oro     | K1                 |
| 2004               | Bergen (Noruega)                  | Medalla de oro     | K2                 |
| 2005               | Perth (Australia)                 | Medalla de oro     | K1                 |
| 2005               | Perth (Australia)                 | Medalla de oro     | K2                 |
| 2006               | Trémolat (Francia)                | Medalla de plata   | K1                 |
| 2006               | Trémolat (Francia)                | Medalla de oro     | K2                 |
| 2007               | Győr (Hungría)                    | Medalla de plata   | K1                 |
| 2007               | Győr (Hungría)                    | Medalla de oro     | K2                 |
| 2009               | Vila Nova de Gaia (Portugal)      | Medalla de oro     | K1                 |
| 2010               | Bañolas (España)                  | Medalla de plata   | K1                 |
| Campeonato Europeo |                                   |                    |                    |
| Año                | Lugar                             | Medalla            | Competición        |
| 2001               | Győr (Hungría)                    | Medalla de oro     | K1                 |
| 2003               | Gdansk (Polonia)                  | Medalla de oro     | K1                 |
| 2005               | Týn nad Vltavou (República Checa) | Medalla de oro     | K1                 |
| 2005               | Týn nad Vltavou (República Checa) | Medalla de oro     | K2                 |
| 2007               | Trenčín (Eslovaquia)              | Medalla de oro     | K1                 |
| 2007               | Trenčín (Eslovaquia)              | Medalla de plata   | K2                 |
| 2009               | Ostróda (Polonia)                 | Medalla de oro     | K1                 |
| 2011               | Saint-Jean-de-Losne (Francia)     | Medalla de plata   | K1                 |

## Reconocimientos
- Real Orden del Mérito Deportivo en 2003.[1]
- Mejor piragüista español en los años 2000, 2002 y 2005.[1]